# مغانلو (بخش مرکزی ماه‌نشان)
مغانلو یک روستا در ایران است که در دهستان قزل‌گچیلو در بخش مرکزی شهرستان ماه‌نشان در استان زنجان واقع شده‌است. مغانلو ۵۲۲ نفر جمعیت دارد.